# Marie Bäumer
Henrike Marie Bäumer (Düsseldorf, 7 maggio 1969) è un'attrice tedesca.

## Filmografia parziale

### Cinema
- Männerpension, regia di Detlev Buck (1996)
- Sieben Monde, regia di Peter Fratzscher (1998)
- Der Schuh des Manitu, regia di Michael Herbig (2001)
- She, regia di Timothy Bond (2001)
- Poppitz, regia di Harald Sicheritz (2002)
- Der alte Affe Angst, regia di Oskar Roehler (2003)
- Adam & Eva, regia di Paul Harather (2003)
- Dresda (Dresden), regia di Roland Suso Richter (2006)
- Armin, regia di Ognjen Svilicic (2007)
- Il falsario - Operazione Bernhard (Die Fälscher), regia di Stefan Ruzowitzky (2007)
- Mitte Ende August, regia di Sebastian Schipper (2009)
- Der grosse Kater, regia di Wolfgang Panzer (2010)
- Der Geschmack von Apfelkernen, regia di Vivian Naefe (2013)
- Irre sind männlich, regia di Anno Saul (2014)
- En équilibre, regia di Denis Dercourt (2015)
- 3 Tage in Quiberon, regia di Emily Atef (2018)

### Televisione
- Das Schwein - Eine deutsche Karriere - miniserie TV, 3 episodi (1995)
- Baci di ghiaccio (Kalte Küsse) - film TV (1997)
- Notti al Neon (Neonnächte) - film TV (2000)
- Latin Lover - Viaggio pericoloso (Latin Lover) - film TV (1999)
- Resurrezione - film TV (2001)
- Napoleone (Napoléon) - miniserie TV, 4 episodi (2002)
- Luisa Sanfelice - film TV (2004)
- Heimliche Liebe - Der Schüler und die Postbotin - film TV (2005)
- Der letzte Zeuge - serie TV, 2 episodi (2000, 2006)
- Im Angesicht des Verbrechens - serie TV, 9 episodi (2010)
- Der letzte Weynfeldt - film TV (2010)
- Una famiglia (Das Adlon. Eine Familiensaga) - miniserie TV, 3 episodi (2013)
- Gotthard - serie TV, 2 episodi (2016)
- The Team - serie TV, 8 episodi (2018)

## Riconoscimenti
- Deutscher Filmpreis
2019 – Miglior attrice protagonista per 3 Tage in Quiberon

## Doppiatrici italiane
- Monica Gravina in Baci di ghiaccio
- Chiara Colizzi in Notti al Neon
- Francesca Fiorentini in Resurrezione
- Cristina Boraschi in Napoléon
- Roberta Greganti in Una famiglia